# Giuseppe Crivelli
Giuseppe Crivelli (født 5. oktober 1900 i Milano, død 2. juni 1950) var en italiensk roer og bobslædekører.
Crivelli deltog ved OL 1924 i Paris som en del af italienernes otter. De vandt deres indledende heat, hvorpå de i finalen kom på en tredjeplads slået af USA og Canada, der vandt henholdsvis guld og sølv. De øvrige medlemmer af den italienske båd var brødrene Ante, Frane og Šimun Katalinić, samt Carlo Toniatti, Bruno Sorić, Petar Ivanov, Latino Galasso og styrmand Viktor Ljubić.
Crivelli vandt desuden en EM-guldmedalje i samme disciplin i Como.
Crivelli deltog også ved vinter-OL 1928 i St. Moritz, hvor han var med på italienernes fem-mands bobslæde-hold, der endte som nummer 21.

## OL-medaljer
- 1924:  Bronze i otter